# Vinxtbach

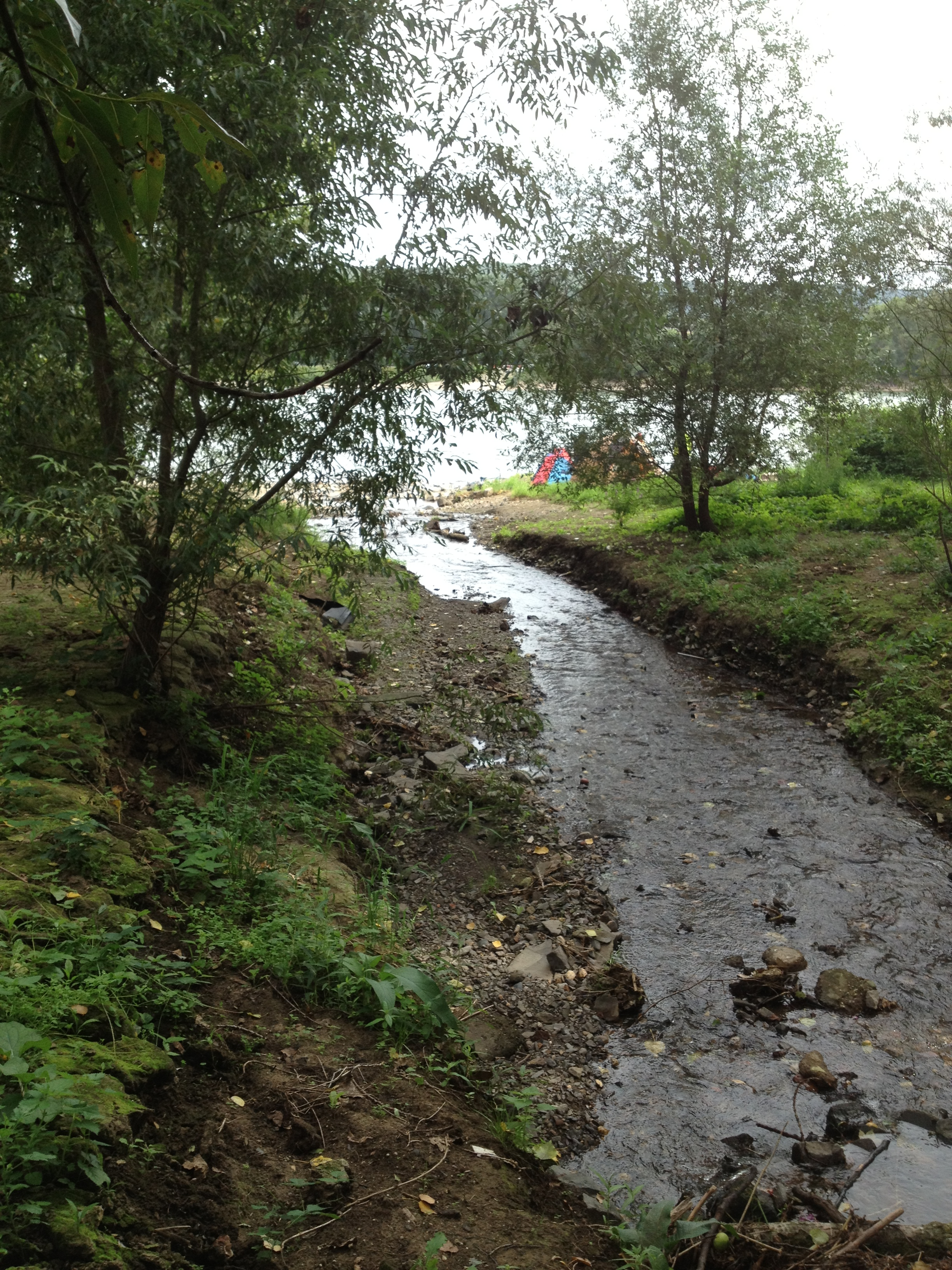
monding van de Vinxtbach in de Rijn.

De Vinxtbach is een goed 19 km lang riviertje, dat zuidzuidwestelijk van Schalkenbach-Obervinxt en ten oosten van de Adert ontspringt en bij kasteel Rheineck tussen Bad Breisig en Brohl-Lützing in de Rijn stroomt.
In de Romeinse tijd markeerde de Vinxtbach de grens tussen de Romeinse provincies Germania Superior en Germania Inferior. Het is geen natuurlijke grens. Men neemt aan dat de Vinxtbach de noordelijke grens vormde van het gebied van de Treveri. Hier vond men ook een votiefinscriptie ter ere van de Fines, de Romeinse grensgodheid.
De naam Vinxtbach is mogelijk een afleiding van het Latijnse woord finis, dat einde of grens betekent.
Na de Romeinse tijd was de Vinxtbach in de middeleeuwen eeuwenlang de grens tussen de aartbisdommen Keulen en Trier. Vandaag de dag is de Vinxtbach nog steeds een grens tussen Duitse dialecten, met Ripuarisch ten noorden en Moezelfrankisch ten zuiden ervan. In de buurt loopt ook de grens tussen de huidige Duitse deelstaten Rijnland-Palts en Noordrijn-Westfalen.

## Voetnoten
1. ↑  Dieter Planck, Willi Beck: Der Limes in Südwestdeutschland. 2. völlig neubearbeitete Auflage, Konrad Theiss Verlag, Stuttgart 1987, ISBN 3-8062-0496-9, S. 107.

- Virtual International Authority File: 248342034